# Rue Jules-Lemaître
La rue Jules-Lemaître est une voie située dans le quartier du Bel-Air du 12e arrondissement de Paris.

## Situation et accès
La rue Jules-Lemaître est accessible par la ligne 3a du tramway d'Île-de-France aux arrêts Alexandra David-Néel et Montempoivre, ainsi que par la ligne de métro 1 à la station Porte de Vincennes. Elle est perpendiculaire aux avenues Maurice-Ravel et Vincent-d'Indy, et donne sur le boulevard Soult.

## Origine du nom

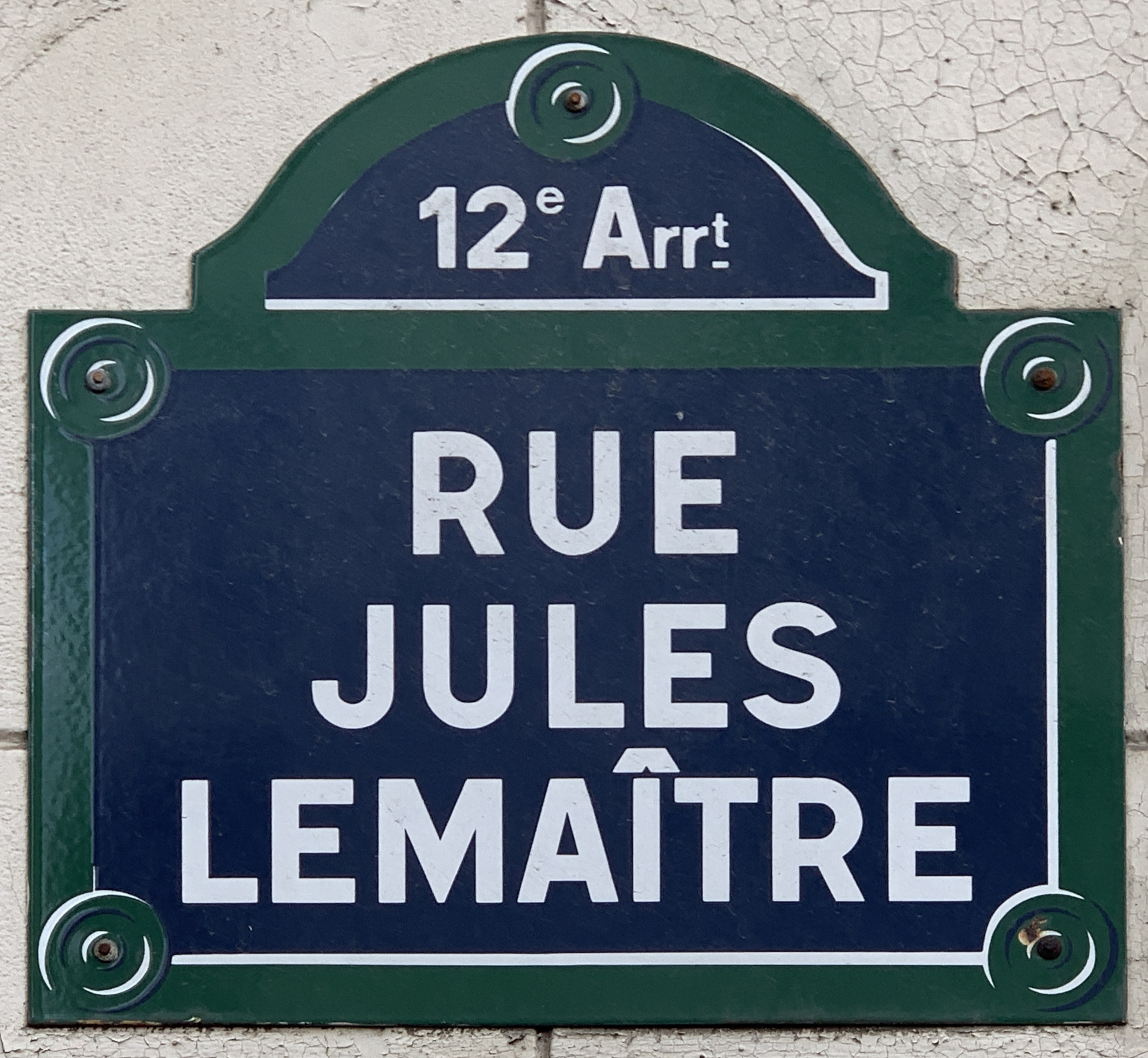
Plaque de la rue.

Elle porte le nom de l'écrivain et académicien Jules Lemaître (1853-1914). 

## Historique
La rue a été ouverte et a pris sa dénomination actuelle en 1926, sur l'emplacement du bastion no 8 de l'enceinte de Thiers. Elle fut créée pour donner accès aux immeubles de briques rouges, dits habitations à bon marché (HBM), que la ville de Paris fit construire à cette époque pour répondre notamment à l'afflux de la population de province vers la capitale à cette époque.

## Bâtiments remarquables et lieux de mémoire
- Les squares Émile-Cohl et Georges-Méliès.